# Gmina Zawady
Zawady ist eine Landgemeinde im Powiat Białostocki der Woiwodschaft Podlachien in Polen. Ihr Sitz ist das gleichnamige Dorf (litauisch Zavadai).

## Gliederung
Zur Landgemeinde Zawady gehören folgende Ortsteile mit einem Schulzenamt:
Cibory-Chrzczony
Cibory Gałeckie
Cibory-Kołaczki
Cibory-Krupy
Cibory-Marki
Cibory-Witki
Góra Strękowa
Konopki-Klimki
Konopki-Pokrzywnica
Krzewo-Plebanki
Kurpiki
Łaś-Toczyłowo
Maliszewo-Łynki
Maliszewo-Perkusy
Marylki
Nowe Chlebiotki
Nowe Grabowo
Nowe Krzewo
Rudniki
Stare Chlebiotki
Stare Grabowo
Stare Krzewo
Strękowa Góra
Targonie-Krytuły
Targonie Wielkie
Targonie-Wity
Wieczorki
Zawady
Zawady-Borysówka
Zawady-Kolonia